# Georges Moustaki

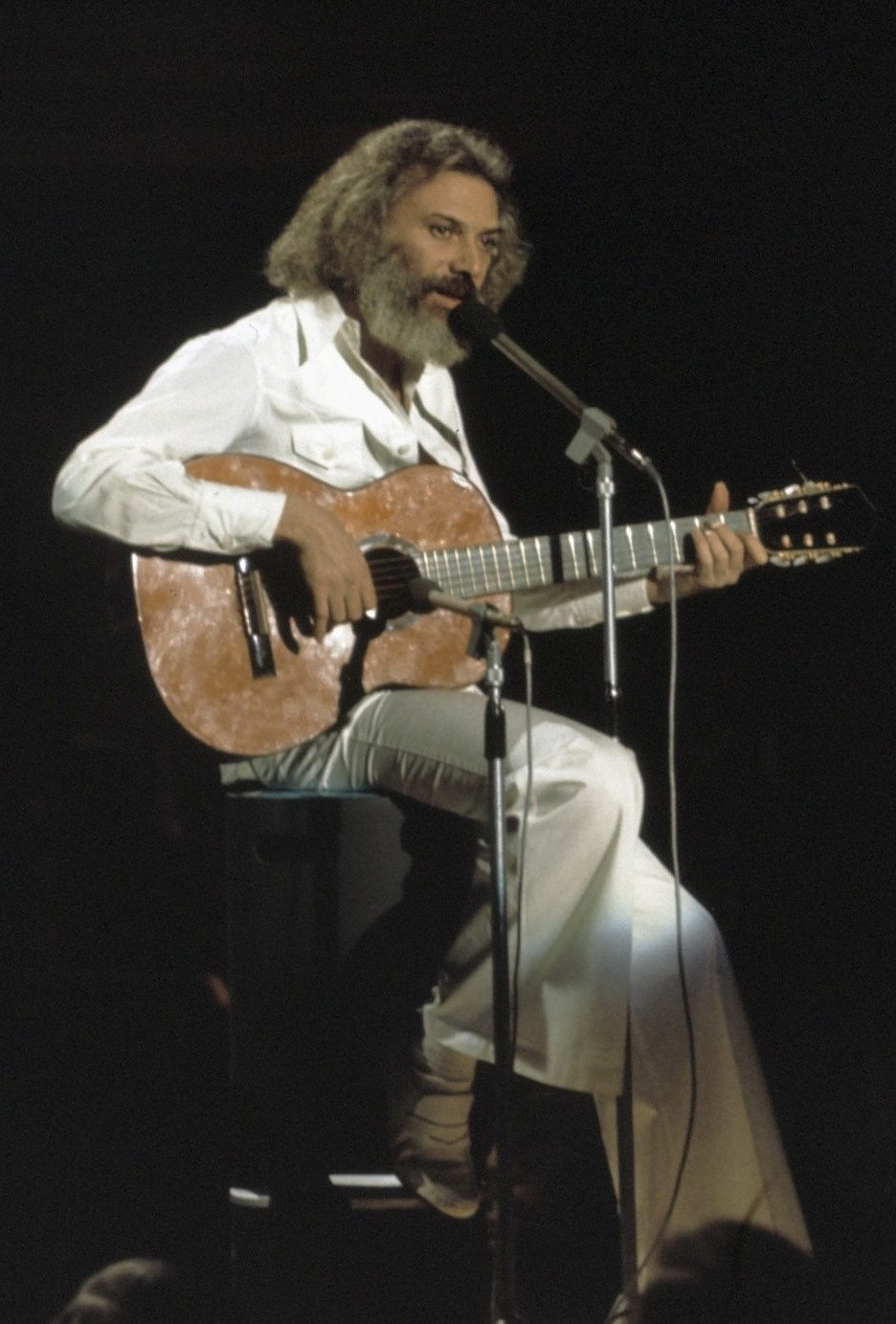
Georges Moustaki, 1974

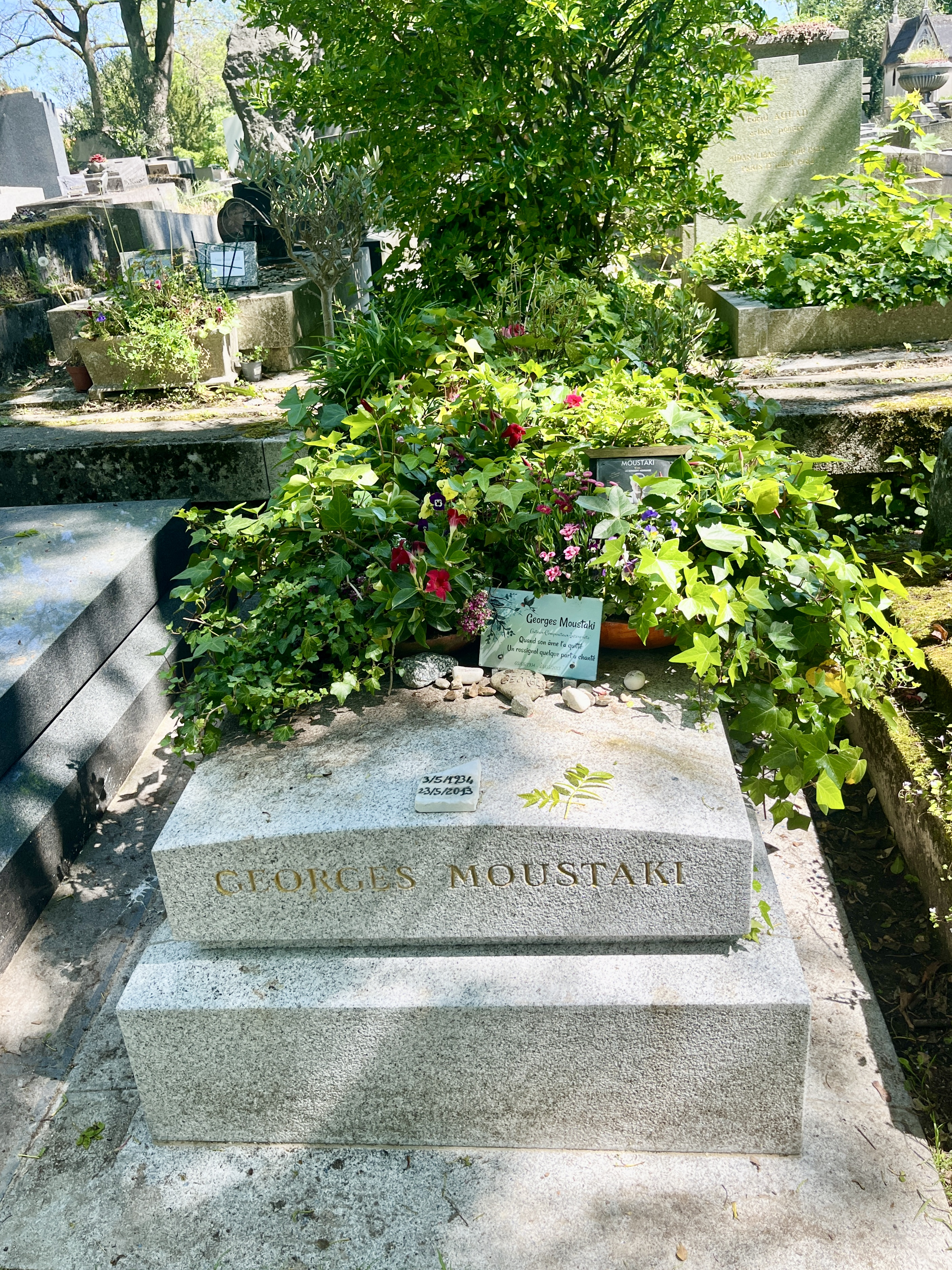
Grabstein George Moustakis auf dem Pariser Friedhof Père-Lachaise (Mai 2025)

Georges Moustaki (eigentlich Giuseppe Mustacchi; geboren 3. Mai 1934 in Alexandria, Ägypten; gestorben 23. Mai 2013 in Nizza, Frankreich) war ein französischer Komponist und Liedermacher.

## Leben
Moustaki wurde als Sohn des romaniotisch-griechischen Buchhändlers Nissim Mustacchi und dessen Frau Sara in Alexandria, Ägypten, geboren. Die in seiner Familie gebräuchliche Sprache war Italienisch. Im kosmopolitischen Klima Alexandrias lernte Moustaki außerdem Arabisch, Französisch und Englisch. Aufgrund der Affinität seiner Eltern zur französischen Kultur besuchte Moustaki das Lycée français der Stadt, wo er ersten Kontakt zum französischen Chanson bekam. Auch Konzertbesuche mit seinen Eltern hinterließen einen bleibenden Eindruck bei ihm. 
Nach Beendigung der Schule ging Moustaki 1951 nach Paris. In dieser Zeit begann er, erste Chansons zu schreiben. Er begegnete Georges Brassens, dessen Ermutigung ausschlaggebend gewesen sein soll, sich für eine Karriere als Musiker zu entscheiden. Als Hommage an Brassens wählte Moustaki den Vornamen Georges als Teil seines Künstlernamens. 1958 lernte er Édith Piaf kennen, ein weiteres Idol seiner Jugend, und begann mit der 18 Jahre Älteren eine kurze Liebesaffäre. Für sie textete er das erfolgreiche Chanson Milord zur Musik von Marguerite Monnot.
In den 1960er Jahren schrieb Moustaki als Musiker und Dichter zahlreiche Chansons für  bekannteste Interpreten, darunter Barbara, Serge Reggiani, Dalida, Yves Montand, Juliette Gréco und Henri Salvador. Ende der 1960er Jahre arbeitete er eng mit Barbara zusammen und ging mit ihr auf Tournee. Da Barbara während eines Gastspiels erkrankte, gab er 1968 sein erstes Solokonzert und begann damit seine Karriere als Chansonsänger. Bis 2009 war er regelmäßig auf Tournee und auch öfter in Deutschland zu Gast. Zu seinen berühmtesten Chansons, die überwiegend in der Hochphase seiner Karriere in den 1970er Jahren entstanden, zählen Ma liberté, Le métèque, Ma solitude, En Mediterranée, Hiroshima und Nadjejda.
Mit seinem gleichaltrigen Freund Siegfried Meir, gebürtig aus Frankfurt am Main, der als Siebenjähriger ins Konzentrationslager Auschwitz deportiert worden war, schrieb Moustaki das Buch Sohn des Nebels. Jüdische Erinnerungen, in dem beide ihre unterschiedlichen Lebenswege als Juden aus Alexandria bzw. Deutschland reflektieren.
1998 spielte er die Rolle des Abbé Faria an der Seite von Gérard Depardieu in der Fernseh-Verfilmung Der Graf von Monte Christo.
Georges Moustaki starb am 23. Mai 2013 in Nizza an einer Lungenkrankheit, an der er seit mehreren Jahren gelitten hatte. Wegen seiner Krankheit hatte er sich 2009 von der Bühne zurückgezogen, nachdem er sein letztes Konzert in Barcelona hatte abbrechen müssen. Sein Grab befindet sich auf dem Pariser Friedhof Père-Lachaise (Division 95).

## Diskografie
Vor allem in den 1970er und 1980er Jahren sind zahlreiche Soundtracks, Live- und Studioalben erschienen. Die Studioalben sind, bis auf wenige Ausnahmen, meist selbstbetitelt.

### Studioalben
| Jahr | Titel            | Höchstplatzierung, Gesamtwochen, AuszeichnungChartplatzierungen (Jahr, Titel, Platzierungen, Wochen, Auszeichnungen, Anmerkungen) | Höchstplatzierung, Gesamtwochen, AuszeichnungChartplatzierungen (Jahr, Titel, Platzierungen, Wochen, Auszeichnungen, Anmerkungen) | Höchstplatzierung, Gesamtwochen, AuszeichnungChartplatzierungen (Jahr, Titel, Platzierungen, Wochen, Auszeichnungen, Anmerkungen) | Anmerkungen                       |
| Jahr | Titel            | FR | BEW | CH | Anmerkungen                       |
| ---- | ---------------- | --- | --- | --- | --------------------------------- |
| 1969 | Georges Moustaki | FR47 (8 Wo.)FR | — | — | Polydor, Charteinstieg in FR 2013 |
| 2003 | Georges Moustaki | FR60 (11 Wo.)FR | BEW97 (1 Wo.)BEW | — | Virgin/EMI                        |
| 2005 | Vagabond         | FR81 (12 Wo.)FR | — | — | Virgin/EMI                        |
| 2008 | Solitaire        | FR14 (17 Wo.)FR | — | — | EMI                               |

grau schraffiert: keine Chartdaten aus diesem Jahr verfügbar
Weitere Studioalben
- 1961: Georges Moustaki (Ducretet Thomson)
- 1970: Prélude (Ducretet Thomson)
- 1970: Georges Moustaki in Italiano (Polydor)
- 1971: Moustaki (Polydor)
- 1972: Moustaki (Polydor)
- 1973: Déclaration (Polydor)
- 1974: Moustaki (Polydor)
- 1975: Moustaki (Polydor)
- 1976: Moustaki (Polydor)
- 1977: Mon Île de France (Peters International)
- 1977: Les Amis de Georges (FR: Gold)
- 1977: Humblement (FR: Gold)
- 1979: Moustaki (Polydor)
- 1979: Georges Moustaki (Polydor)
- 1981: Georges Moustaki (Polydor)
- 1982: Moustaki & Flairck (Polydor)
- 1984: Georges Moustaki (Polydor)
- 1986: Georges Moustaki (Blue Silver, FR: Gold)
- 1992: Méditerranéen (Paille Musique/Polygram)
- 1996: Tout reste à dire (Tristar/Sony)

### Livealben
| Jahr | Titel                  | Höchstplatzierung, Gesamtwochen, AuszeichnungChartplatzierungen (Jahr, Titel, Platzierungen, Wochen, Auszeichnungen, Anmerkungen) | Höchstplatzierung, Gesamtwochen, AuszeichnungChartplatzierungen (Jahr, Titel, Platzierungen, Wochen, Auszeichnungen, Anmerkungen) | Höchstplatzierung, Gesamtwochen, AuszeichnungChartplatzierungen (Jahr, Titel, Platzierungen, Wochen, Auszeichnungen, Anmerkungen) | Anmerkungen |
| Jahr | Titel                  | FR | BEW | CH | Anmerkungen |
| ---- | ---------------------- | --- | --- | --- | ----------- |
| 2001 | Le métèque (en public) | FR145 (1 Wo.)FR | — | — |             |

Weitere Livealben
- 1970: Bobino 70 (Polydor)
- 1973: Concert (Polydor)
- 1975: Moustaki Live (Polydor)
- 1977: Moustaki Olympia 1977 (Polydor)
- 1988: Moustaki au de Jazet (EPM)
- 2000: Moustaki Olympia 2000 (Polydor)
- 2001: Presqu’en solo – Live à la Philharmonie de Berlin (Troubadour)
- 2015: En live au Troubadour Festival 1995 (Troubadour)

### Kompilationen
| Jahr | Titel                       | Höchstplatzierung, Gesamtwochen, AuszeichnungChartplatzierungen (Jahr, Titel, Platzierungen, Wochen, Auszeichnungen, Anmerkungen) | Höchstplatzierung, Gesamtwochen, AuszeichnungChartplatzierungen (Jahr, Titel, Platzierungen, Wochen, Auszeichnungen, Anmerkungen) | Höchstplatzierung, Gesamtwochen, AuszeichnungChartplatzierungen (Jahr, Titel, Platzierungen, Wochen, Auszeichnungen, Anmerkungen) | Anmerkungen                          |
| Jahr | Titel                       | FR | BEW | CH | Anmerkungen                          |
| ---- | --------------------------- | --- | --- | --- | ------------------------------------ |
| 1973 | Ma liberté                  | FR163 (1 Wo.)FR | — | — | Charteinstieg in BEW 2013            |
| 2006 | Gold                        | FR57 (4 Wo.)FR | — | — |                                      |
| 2007 | Les 50 plus belles chansons | FR97 (4 Wo.)FR | BEW91 (12 Wo.)BEW | CH84 (1 Wo.)CH | Charteinstieg in FR, BEW und CH 2013 |
| 2013 | Master série                | FR72 Gold · (8 Wo.)FR | — | — |                                      |

grau schraffiert: keine Chartdaten aus diesem Jahr verfügbar

### Soundtracks
- 1963: Le roi du village (Columbia)
- 1963: Jusqu’au bout du monde (Columbia)
- 1968: Le temps de vivre (Polydor)
- 1969: L’Américain (United Artists)
- 1970: Le pistonné (Barclay)
- 1970: Solo (Polydor)
- 1972: Le trèfle à 5 feuilles (Polydor)
- 1979: Au bout du bout du banc (Festival)

### Singles
| Jahr | Titel Album        | Höchstplatzierung, Gesamtwochen, AuszeichnungChartplatzierungen (Jahr, Titel, Album, Platzierungen, Wochen, Auszeichnungen, Anmerkungen) | Höchstplatzierung, Gesamtwochen, AuszeichnungChartplatzierungen (Jahr, Titel, Album, Platzierungen, Wochen, Auszeichnungen, Anmerkungen) | Höchstplatzierung, Gesamtwochen, AuszeichnungChartplatzierungen (Jahr, Titel, Album, Platzierungen, Wochen, Auszeichnungen, Anmerkungen) | Anmerkungen |
| Jahr | Titel Album        | FR | BEW | CH | Anmerkungen |
| ---- | ------------------ | --- | --- | --- | ----------- |
| 1969 | Le métèque –       | FR30 a (2 Wo.)FR | — | — |             |
| 1969 | Ma solitude –      | FR96 a (1 Wo.)FR | — | — |             |
| 1969 | Il est trop tard – | FR101 a (1 Wo.)FR | — | — |             |
| 1970 | Ma liberté –       | FR22 a (10 Wo.)FR | — | — |             |
| 1975 | La philosophie –   | FR167 a (1 Wo.)FR | — | — |             |

grau schraffiert: keine Chartdaten aus diesem Jahr verfügbar

## Filmmusik (Auswahl)
- 1969: Die Eingeladene (L‘invitée)
- 1969: Moneten fürs Kätzchen (La fiancée du pirate)
- 1969: Plötzliches Verlangen (Le temps de vivre)
- 1972: Das fünfblättrige Kleeblatt (Le trèfle à cinq feuilles)
- 1970: Eine Stadt zittert vor Solo (Solo)
- 1981: Der blaue Panther (Livingstone)
- 1998: Der Graf von Monte Christo (Le Comte de Monte-Cristo)
- 2010: Fürstenspiegel (Mirrors for Princes)

## Auszeichnungen
- 1992: Grand Prix Nationaux in der Kategorie Chanson